# Saint-Viâtre
Saint-Viâtre é uma comuna francesa na região administrativa do Centro, no departamento Loir-et-Cher. Estende-se por uma área de 88,58 km². Em 2010 a comuna tinha 1 220 habitantes (densidade: 13,8 hab./km²).